# Федотово (Собинский район)
Федотово — деревня в Собинском районе Владимирской области России, входит в состав Копнинского сельского поселения.

## География
Деревня расположена в 5 км на юго-запад от центра поселения села Заречного и в 22 км на юго-запад от райцентра города Собинка.

## История
В переписных книгах 1678 года деревня Федотово в составе Осовецкого прихода значилась за Троице-Сергиевым монастырем.    
В конце XIX — начале XX века деревня входила в состав Копнинской волости Покровского уезда, с 1926 года в составе Болдинской волости Владимирского уезда. В 1859 году в деревне числилось 28 дворов, в 1905 году — 43 дворов, в 1926 году — 47 хозяйств.
С 1929 года деревня входила в состав Копнинского сельсовета Собинского района.

## Население
| 1859 | 1905 | 1926 |
| ---- | ---- | ---- |
| 194  | 240  | 233  |

| 1859 | 1905 | 1926 | 2002 | 2010 | 2021 |
| ---- | ---- | ---- | ---- | ---- | ---- |
| 194  | ↗240 | ↘233 | ↘12  | ↗15  | ↘6   |